# پیتر اوانز (شناگر)
پیتر اوانز (به انگلیسی: Peter Evans) (زادهٔ ۱ اوت ۱۹۶۱) شناگر اهل استرالیا است.